# Sebastian Walch (graveur)
Pour les articles homonymes, voir Walch.
 (juin 2023).
Si vous disposez d'ouvrages ou d'articles de référence ou si vous connaissez des sites web de qualité traitant du thème abordé ici, merci de compléter l'article en donnant les références utiles à sa vérifiabilité et en les liant à la section « Notes et références ».
Sebastian Walch (né le 17 janvier 1721 à Kempten (Allgäu), mort le 2 mars 1788 dans la même ville) est un marchand, peintre et graveur sur cuivre amateur allemand.

## Biographie
Sebastian Walch est le fils du fabricant de fil de fer et conseiller Johannes Walch (né le 9 novembre 1669 à Kempten, mort le 12 mai 1748 à Kempten) et de sa femme Katharina Zorn, fille du boucher Martin Zorn. Vers 1736, il commence un apprentissage commercial dans une fabrique de soie à Zurich, après quoi il travaille comme comptable à Zurich pendant huit ans. Après la mort de son père, il retourne à Kempten, épouse Magdalena Kohler le 2 novembre 1750 et dirige sa propre entreprise commerciale jusqu'en 1753. il travaille ensuite pendant treize ans en compagnie de Johann Adam Kesel. Pendant ce temps, il est conseiller et juge à Kempten. En 1767, il reprend la direction de l'usine de calicot de Johann Heinrich Schüle à Heidenheim an der Brenz, mais revient à Kempten en 1768. Il rejoint alors l'entreprise de Johann Jakob Jenisch, où il travaille jusqu'en 1786.
De son mariage, quatre filles et le fils Johann Walch (1757-1815) naissent. Il devient miniaturiste et reprend une maison d'édition de gravures sur cuivre à Augsbourg et la développe en une maison d'édition de cartes géographiques.

## Œuvre
À Zurich, il semble avoir été en contact avec le peintre Johann Caspar Füssli, qui fut peut-être son professeur de peinture. Son autoportrait, le seul tableau connu de lui à ce jour, date de son passage à Zurich.
C'est probablement aussi pendant son séjour à Zurich qu'il commence son œuvre la plus connue, le livre qu'il édite et dote d'un avant-propos et d'un texte avec 60 portraits de tous les bourgmestres de Zurich de 1336 à 1742. Les portraits sont basés sur des modèles que Johann Caspar Füssli a dessinés à partir d'originaux de la Bibliothèque municipale de Zurich, et que Walch lui-même et Valentin Daniel Preissler ont gravés à la manière noire. Walch utilise une plaque gravée par Tobias Laub d'après Gottfried Eichler.
On connaît également des portraits gravés sur cuivre de son père Johannes Walch, de Johann Elias Ridinger et de Johann Adam Kesel.